# کرایسلر ۳۰۰ام
کرایسلر ۳۰۰ام (Chrysler 300M) خودرویی است که در سال‌های ۱۹۹۹ تا ۲۰۰۴در کانادا تولید شده‌است. طراحی آن خودروهای موتور جلو-محور جلو بوده است. سیستم جعبه‌دندهٔ آن ۴ دنده به صورت خودکار است.